# 大阪大学大学院工学研究科・工学部
大阪大学大学院工学研究科（おおさかだいがくだいがくいんこうがくけんきゅうか、英語: Graduate School of Engineering, The University of Osaka）は、大阪大学大学院に設置される研究科の一つである。
大阪大学工学部（おおさかだいがくこうがくぶ、英語: School of Engineering, The University of Osaka）は、大阪大学に設置される学部の一つである。吹田キャンパスに所在する。

## 概要

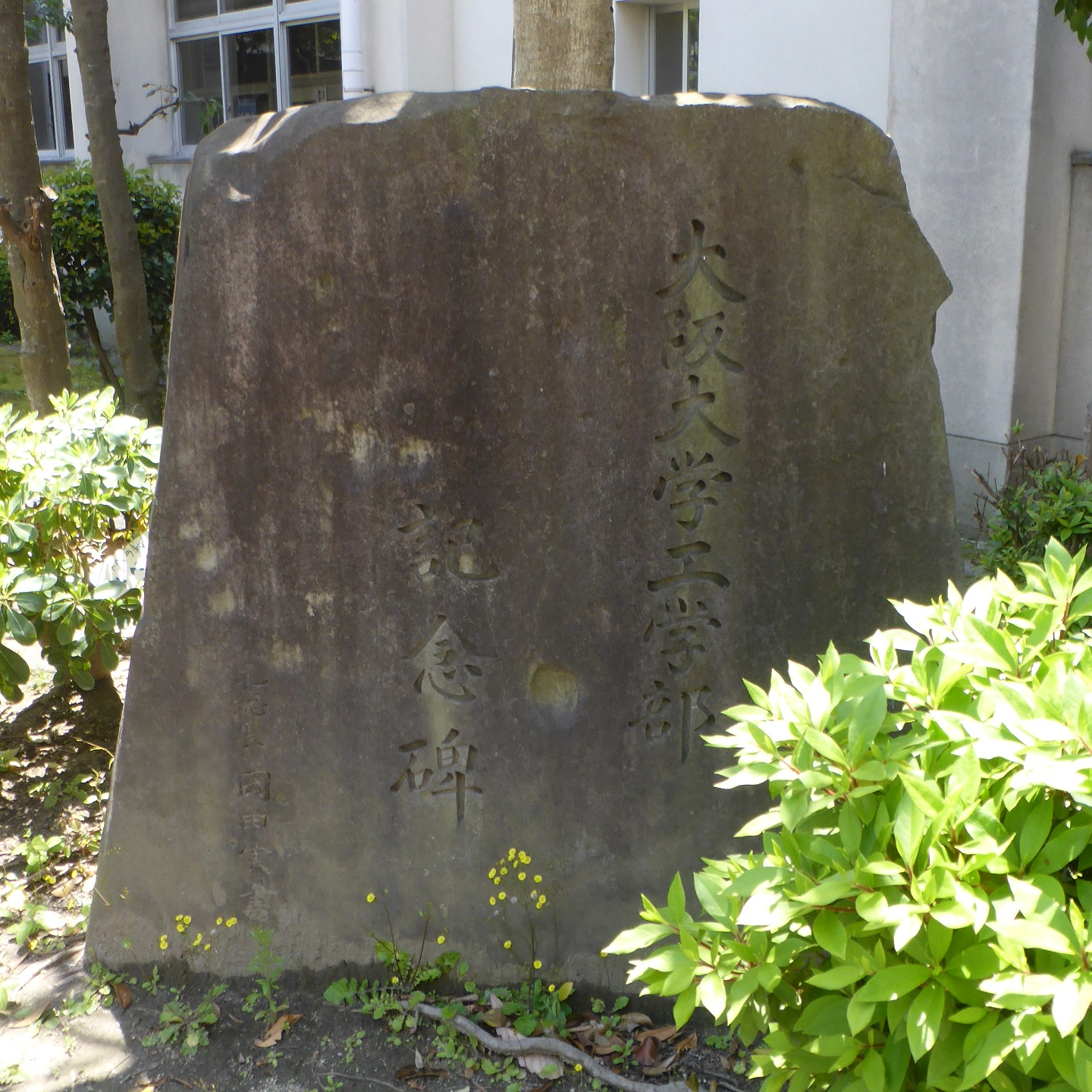
大阪市都島区の同校跡地（現大阪府立東高等学校中庭）に建つ『大阪大学工学部記念碑』

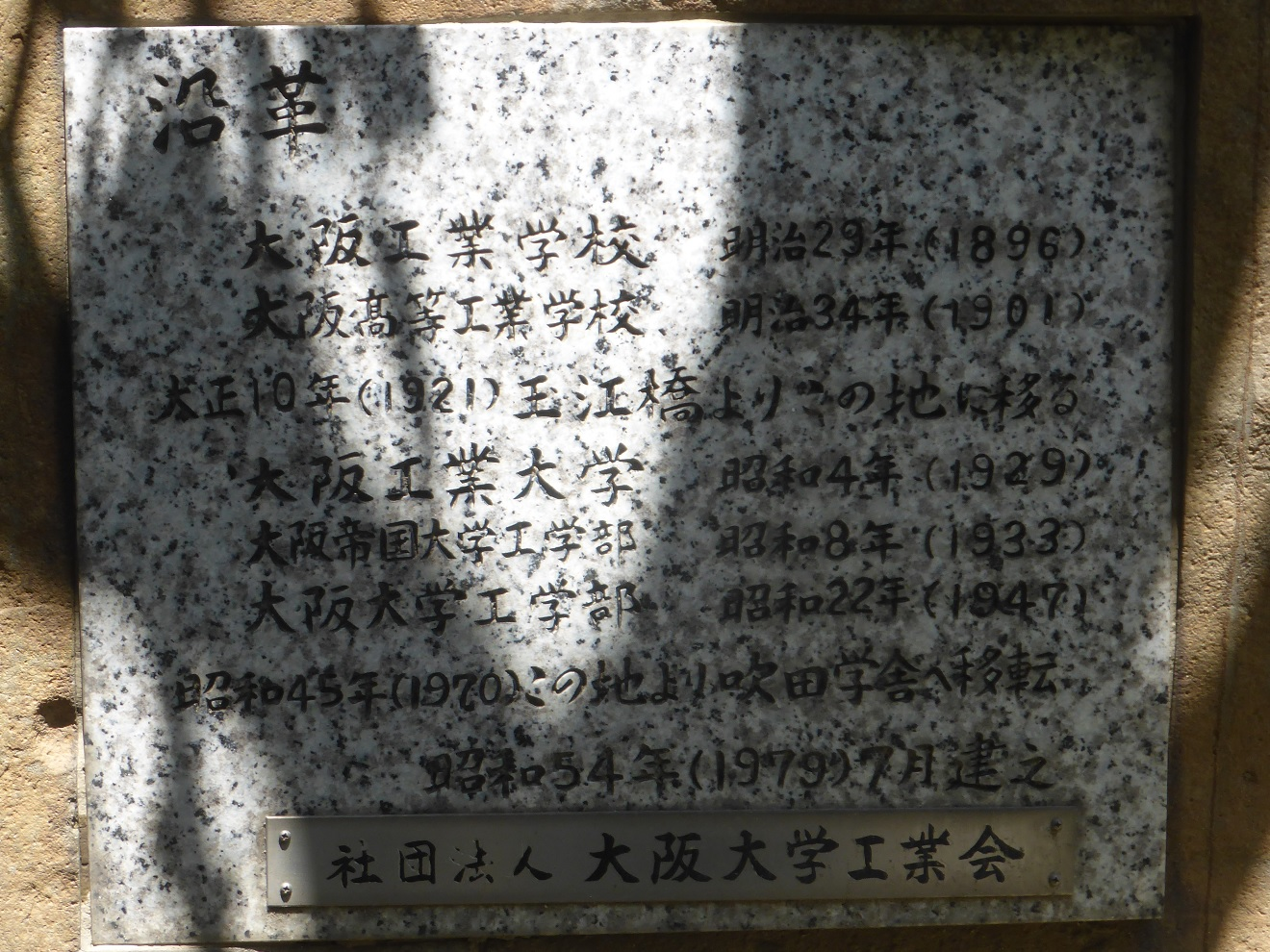
記念碑裏に記された沿革

大阪大学工学部は、1933年に大阪帝国大学が旧三工大の一角であった大阪工業大学を吸収して設立された学部である。第二次世界大戦後の1947年に大阪大学工学部と改称。かつてのキャンパスは現在の大阪府立東高等学校の敷地である東野田学舎であったが、1970年に吹田市山田丘の吹田キャンパスに移転した。東京大学工学部や京都大学工学部と異なり、地元産業界および行政の推進を受けて設立された経緯があり、伝統的に地方公共団体や地元商工会議所との連携などに力を入れて運営されている。同窓会は大阪大学中之島センターに本部を置く大阪大学工業会。

## 沿革
- 1896年 - 大阪工業学校創立[1]。
- 1929年 - 大阪工業大学に昇格[1]。
- 1933年 - 大阪帝国大学に吸収され工学部となる[1]。
- 1953年 - 大学院工学研究科を設置[1]。
- 1970年 - 吹田キャンパスに移転[1]。
- 1997年 - 大学院重点化を完了[1]。

## 組織

### 学部
大阪大学工学部では、5つの学科が設置されており、その下の分類として「学科目」、さらに「コース」に分かれている。
- 応用自然科学科
  - 応用化学科目 - 応用化学コース
  - バイオテクノロジー学科目 - バイオテクノロジーコース
  - 物理工学科目 - 物理工学コース
  - 応用物理学科目 - 応用物理学コース
    - 1年次終了時に、各学科目に分属される[4]。
- 応用理工学科
  - 機械工学科目 - 機械工学コース
  - マテリアル生産科学科目
    - マテリアル科学コース
    - 生産科学コース
      - 1年次終了時に、各学科目に分属、マテリアル生産科学科目は2年次終了時に、各コースに分属される[4]。
- 電子情報工学科
  - 電気電子工学科目
    - 電気工学コース
    - 量子情報エレクトロニクスコース

  - 情報通信工学科目
    - 通信工学コース
    - 情報システム工学コース
      - 学科目への分属は1年次終了時、コースへの分属は2年次夏学期終了時[4]。
- 環境・エネルギー工学科
  - 環境工学科目 - 環境工学コース
  - エネルギー工学科目 - エネルギー工学コース
    - 2年次終了時に、各学科目に分属される[4]。
- 地球総合工学科
  - 船舶海洋工学科目 - 船舶海洋工学コース
  - 社会基盤工学科目 - 社会基盤工学コース
  - 建築工学科目 - 建築工学コース
    - 1年次終了時に、各学科目に分属される[4]。

### 大学院[5][6]
- 生物工学専攻
  - 生物工学コース
  - 生物工学ダブルディグリープログラム
  - 産学官共創コース
  - バイオテクノロジー産学共創グローバル人材育成特別プログラム
- 応用化学専攻
  - 分子創成化学コース
  - 物質機能化学コース
  - 産学官共創コース
  - Chemical Science 英語特別コース
- 物理学系専攻
  - 精密工学コース
  - 応用物理学コース
  - 産学官共創コース
  - 物理学系英語コース
- 機械工学専攻
  - 機械工学コース
  - 産学官共創コース
  - 機械工学英語コース
- マテリアル生産科学専攻
  - マテリアル科学コース
  - 生産科学コース
  - 産学官共創コース
  - マテリアル生産科学英語特別コース
- 電気電子情報通信工学専攻
  - 電気工学コース
  - 情報通信工学コース
  - 量子情報エレクトロニクスコース
  - イノベーションデザインコース（産学官共創コース）
  - グローバルサイエンス&エンジニアリングコース
  - エラスムス・ムンドゥスコース（PIXNET）
- 環境エネルギー工学専攻
  - 環境工学コース
  - エネルギー量子工学コース
  - 産学官共創コース
  - 環境エネルギー工学英語コース
- 地球総合工学専攻
  - 船舶海洋工学コース
  - 社会基盤工学コース
  - 建築工学コース
  - 産学官共創コース
  - 海洋・都市基盤工学グローバルリーダー育成特別プログラム
- ビジネスエンジニアリング専攻
  - ビジネスエンジニアリングコース
  - 産学官共創コース

### 附属教育研究施設[7]
- 精密工学研究センター
- アトミックデザイン研究センター
- サステイナビリティ・デザイン・オンサイト研究センター
- 構造・機能先進材料デザイン教育研究センター
- フューチャーイノベーションセンター
- フォトニクスセンター

## 著名な出身者

### 政界

#### 国会議員
- 伊藤渉（1994工修、公明党衆議院議員、財務副大臣）
- 黄川田仁志（1999工博単位取得満期退学、自由民主党衆議院議員、内閣府副大臣）
- 大石晃子（2002工修、れいわ新選組衆議院議員）

#### 市町村長
- 藤沢純一（1973工、元大阪府箕面市長、元箕面市議会議員）
- 高垣広徳（1976工、東広島市長、元広島県副知事）
- 清水裕（1977工、元愛媛県大洲市長、元愛媛県土木部長）

### 官界
- 孝石欣一（1964工、元大阪府副知事、元大阪府土地開発公社理事長、元大阪府都市開発社長）
- 岡崎俊雄（1966工、元科学技術事務次官、元日本原子力研究開発機構理事長、元日本原子力研究所理事長）
- 井上章（1973工、元大阪府都市整備部長、元大阪高速鉄道社長）
- 関水康司（1977工修、国際海事機関事務局長）
- 吉田延雄（1982工修、内閣府大臣官房審議官、阪神水道企業団企業長)
- 黒川純一良（1986工修、国土地理院長、元国土交通省近畿地方整備局長、日本河川協会参与）
- 髙田昌行（1986工修、国土交通省大臣官房技術総括審議官、元国土交通省港湾局長）
- 服部洋平 (1986工、兵庫県副知事、元兵庫県県土整備部長)
- 阪口進一（1988工、元さいたま市副市長、元国土交通省国土交通大学校副校長、元鹿児島市副市長、元市原市副市長）
- 梅野修一（1989工修、国土交通省東北地方整備局長、元下関市港湾局長、元港湾空港技術研究所特別研究主幹）

### 経済界
- 竹鶴政孝（1902工、ニッカウヰスキー創業者）
- 八谷泰造（1932工、日本触媒創業者・元社長、元化学工学会会長）
- 柏原正明（1953工、元千代田化工建設社長）
- 伊与田浩一（1960工、元近畿車輛社長）
- 渡辺克信（1967工、朝日放送社長）
- 山田隆持（1973工修、NTTドコモ社長）
- 亘信二（1975工、元南海電気鉄道社長、南海辰村建設会長）
- 瓜生道明（1975工修、九州電力社長）
- 澁谷省吾（1976工修、元千代田化工建設社長）
- 堀和雅（1977工、三菱伸銅社長、元日本伸銅協会会長）
- 青野慶久（1994工、サイボウズ創業者・社長）
- 安藤孝夫（1977工修、三洋化成工業社長）
- 上田育弘（工、ベストライセンス創業者・社長、弁理士）
- 樋口泰行（1980工、元マイクロソフト日本法人社長、元ダイエー社長、元日本ヒューレット・パッカード社長）
- 安藤孝夫（1977工博、三洋化成工業社長、元京都経営者協会会長）
- 板倉周二（1950工、鳥取缶詰会長、境港商工会議所参与）
- 西岡郁夫（1980工博、元インテル日本法人社長、元モバイル・インターネットキャピタル社長）
- 新田長夫（1939工、元ニッタ社長、創業者新田長次郎の孫）
- 平木明敏（1985工修、日立金属社長）
- 前田佳宏（2000工、リンカーズ創業者・社長）
- 松浦一雄（1996工博、ナノミストテクノロジーズ創業者・社長、本家松浦酒造九代目蔵元）
- 宮部義幸（1983工修、パナソニックホールディングス副社長、関西経済同友会代表幹事）

### マスコミ・ジャーナリズム
- 長谷川慶太郎（1953工、経済評論家、日本個人投資家協会理事長、石橋湛山賞、文藝春秋読者賞）
- 渡辺克信（1967工、元朝日放送社長、朝日放送取締役相談役、テレビ朝日社外取締役）
- 諏訪道彦（1983工、ytv Nextry専務、讀賣テレビ放送エグゼクティブプロデューサー）
- 田中良（1995工、毎日放送プロデューサー）
- 吉田裕一（工、気象予報士）

### 研究

#### 経済学・経営学
- 太田雅晴（1979工、大阪市立大学名誉教授、元日本情報経営学会会長）
- 延岡健太郎（1981工、一橋大学名誉教授、日本アビオニクス取締役）
- 植田和弘（1983工博、京都大学教授、財政学、環境経済学）

#### 数学
- 伊藤隆（1987工博、群馬大学教授、基礎解析学）

#### 物理学
- 長谷川晃（1959工修、大阪大学名誉教授、光ソリトンの発見）
- 川上則雄（1986工博、京都大学教授、仁科記念賞、日本IBM科学賞）
- 志水隆一（1964理博、大阪大学名誉教授、元大阪工業大学教授、国際マイクロアナリシス連合(IUMAS)名誉会員・元理事）

#### 化学
- 北條舒正（1945工、元信州大学学長、元長野県短期大学学長、元繊維学会会長）
- 角戸正夫（工、元大阪大学蛋白質研究所所長、元姫路工業大学学長）
- 大塚好治（1952工博、大阪工業大学名誉教授）
- 南晋一（1959工博、大阪工業大学名誉教授）
- 米山宏（1960工、大阪大学教授、元日本化学会理事）
- 村井眞二（1966工博、大阪大名誉教授、元日本化学会会長、日本学士院賞、文化功労者、朝日賞、藤原賞）
- 中辻洋司（1979工博、元大阪工業大学教授）
- 野村良紀（1982工博、大阪工業大学名誉教授）
- 澁谷康彦（1989工博、大阪工業大学名誉教授）
- 益山新樹（1989工博、元大阪工業大学学長、近畿化学協会理事）
- 森内隆代（1996工博、大阪工業大学教授）
- 村岡雅弘（1999工博、大阪工業大学教授）
- 大高敦（2003工博、大阪工業大学准教授）

#### 生物学
- 彼末一之（1977工修、大阪大学名誉教授、早稲田大学名誉教授、元日本生気象学会会長）
- 四方哲也（1991工博、元大阪大教授、研究費不正使用で懲戒解雇）

#### 工学
- 山口次郎（1932工、大阪大学名誉教授）
- 櫻井良文（1943工、大阪大学・大阪工業大学名誉教授）
- 吹田徳雄（1947工博、大阪大学名誉教授、初代原子力安全委員会委員長）
- 荒田吉明（1949工、大阪大学名誉教授、文化勲章）
- 柴田俊一（1949工、京都大名誉教授）
- 矢澤一彦（1950工、電気通信大学名誉教授）
- 浅居喜代治（1951工、大阪府立大学名誉教授、元大阪工業大学教授、日本ファジィ学会初代会長）
- 熊谷信昭（1953工、大阪大第12代総長・名誉教授、国際電気通信基礎技術研究所会長、文化功労者）
- 三木鉄夫（1953工博、大阪帝国大学工学部航空学科創設者、大阪工業大学名誉教授、元大阪府立大学教授）
- 藤田廣志（1955工博、大阪大名誉教授、日本学士院賞、紫綬褒章、勲三等旭日中綬章）
- 荻野泰正（1957工修、元大阪工業大学教授）
- 杉浦寅彦（1957工博、大阪工業大学名誉教授）
- 長谷川利治（1957工、京都大名誉教授、京都情報大学院大学学長、日本オペレーションズ・リサーチ学会会長）
- 秋宗秀夫（1960工博、京都大名誉教授）
- 津村俊弘（1960工博、大阪工業大学名誉教授、ビークルオートメーション研究会初代会長）
- 井川博（1961工博、大阪大学名誉教授、元大阪工業大学教授、溶接学会第31期会長・名誉員）
- 柴田浩（1961工、大阪工業大学名誉教授）
- 村岡浩爾（1961工博、大阪大名誉教授、叙従四位、瑞宝小綬章）
- 中川保雄（1961工、元神戸大学教授）
- 阪口清和（1962工博、大阪工業大学名誉教授）
- 北川浩（1963工、大阪大学名誉教授、元日本機械学会副会長）
- 白川功（1963工、大阪大学名誉教授、元電子情報通信学会副会長）
- 高城敏美（1963工、大阪大学名誉教授、元日本機械学会熱工学部門長）
- 尾浦憲治郎（1964工、大阪大学名誉教授、元応用物理学会会長、元日本真空協会会長）
- 高橋亮人（1965工博、大阪大学名誉教授、国際常温核融合学会理事、株式会社テクノバ理事）
- 豊田政男（1967工、大阪大学名誉教授、元溶接学会会長）
- 馬越佑吉（1967工、大阪大学名誉教授、元日本金属学会会長、元日本学術会議会員）
- 鳥居宏次（1967工博、奈良先端科学技術大学院大学特任教授・第3代学長、元大阪大学教授）
- 田中正隆（1968工、信州大学教授）
- 中川紀壽（1968工、広島大学名誉教授）
- 阪尾正義（1968工博、大阪工業大学名誉教授）
- 森永規彦（1968工博、大阪大学名誉教授、元電子情報通信学会副会長、元総務省電気通信事業紛争処理委員会委員長）
- 大場謙吉（1969工博、関西大学教授）
- 加賀精一（1969工博、大阪工業大学名誉教授）
- 小松満男（1969工博、大阪大教授）
- 幡中憲治（1970工博、山口大学名誉教授、元宇部工業高等専門学校長）
- 前田親良（1970工博、大阪工業大学名誉教授、元大阪工業大学高等学校校長、瑞宝中綬章）
- 馬場章夫（1971工、大阪大学名誉教授・元理事・副学長、産学官連携功労者表彰文部科学大臣賞）
- 池田雅夫（1971工修、大阪大名誉教授、計測自動制御学会会長）
- 荒木勉（1972工、大阪大名誉教授、元日本機械学会バイオエンジニアリング部門長）
- 中尾和夫（1972工博、大阪工業大学名誉教授）
- 宮原秀夫（1972工博単位取得退学、大阪大第15代総長、元情報通信研究機構理事長、元大阪府立産業技術総合研究所所長）
- 宮本均（1974工修、元大阪工業大学教授）
- 森博太郎（1974工博、大阪大学名誉教授、元日本顕微鏡学会会長）
- 熊谷貞俊（1975工博、大阪大名誉教授、大阪経済法科大学客員教授）
- 栗山仙之助（1975工博、大阪工業大学名誉教授、日本経営工学会第21期会長、日本情報経営学会元副会長）
- 安川交二（1975工博、元大阪工業大学教授）
- 細見正明（1976工、東京農工大学教授）
- 吉川眞（1976工修、大阪工業大学名誉教授、地理情報システム学会元会長）
- 久保司郎（1976工博、大阪大名誉教授、元日本機械学会会長）
- 里村裕（1976工博、大阪工業大学名誉教授、元常翔啓光学園中学校・高等学校校長）
- 小澤守（1977工博、関西大学名誉教授、元日本伝熱学会会長、元日本混相流学会副会長）
- 金藤敬一（1977工博、九州工業大学名誉教授、元大阪工業大学教授）
- 築山修治（1977工博、中央大学研究開発機構長、中央大学教授）
- 辰巳砂昌弘（1978工、大阪公立大学学長）
- 河崎善一郎（1978工博、大阪大名誉教授）
- 駒野康男（1979工修、元三菱重工業原子力技術センター長、元日本原子力学会会長）
- 河田聡（1979工博、大阪大工学研究科教授）
- 前田成欣（1979工博、大阪工業大学名誉教授）
- 宮崎修一（1979工博、筑波大学名誉教授、元日本金属学会会長）
- 大倉一郎（1979工修、大阪大工学研究科准教授、アルミニウム橋研究会技術委員長）
- 田中敏宏（1980工、大阪大学理事・副学長、中山製鋼所取締役）
- 川道麟太郎（1980工博、元関西大学教授）
- 古城紀雄（1981工博、大阪大名誉教授）
- 生田幸士（1981工修、東京大学名誉教授、名古屋大学名誉教授、大阪大学栄誉教授、紫綬褒章）
- 加藤誠（1981工博、元大阪工業大学教授）
- 西井光治（1981工修、大阪工業大学教授、元日本知的財産協会国際委員会副委員長）
- 松井謙二（1981工修、大阪工業大学教授、大阪商工会議所Xport副会長）
- 吉田國雄（1981工博、元東京工業大学・大阪工業大学教授）
- 一森哲男（1982工博、大阪工業大学名誉教授）
- 大場新太郎（1984工博、大阪工業大学名誉教授）
- 西口彰夫（1985工博、大阪工業大学名誉教授、元レーザー技術総合研究所共同研究員）
- 松井繁之（1985工博、大阪大学名誉教授、元大阪工業大学教授）
- 石川邦夫（1986工修、九州大学大学院歯学研究院教授）
- 伊東忍（1986工博、大阪大学大学院工学研究科生命先端工学専攻教授）
- 能勢豊一（1986工博、大阪工業大学名誉教授、日本経営システム学会第13-14期会長、日本経営工学会第30期会長）
- 山内雪路（1986工博、大阪工業大学教授、インターネットラーニングアカデミー2010理事長）
- 金邉忠（1987工博、福井大学教授）
- 宮永憲明（1987工博、大阪大教授）
- 岩堀恵祐（1988工博、静岡県立大学大学院生活健康科学研究科教授）
- 濱田實（工、大阪大学名誉教授、日本機械学会名誉会員）
- 河合利幸（1988工博、大阪電気通信大学准教授）
- 梅田徳男（1989工博、北里大学名誉教授）
- 佐々誠彦（1989工博、大阪工業大学教授、元IEEE関西支部Chapter役員）
- 深海悟（1989工博、大阪工業大学名誉教授）
- 森井昌克（1989工博、神戸大教授、情報セキュリティ大学院大学客員教授）
- 山口高平（1989工博、慶應義塾大教授）
- 山中伸介（1989工博、元大阪大教授・理事・副学長、原子力規制委員会委員長）
- 西壽巳（1990工博、元大阪工業大学教授）
- 橋爪紳也（1990工博、大阪府立大学特別教授、元大阪市特別顧問、日本建築学会学会賞）
- 杉山司郎（1991工博、元大阪工業大学教授）
- 須山敬之（1992工修、大阪工業大学教授）
- 大澤利幸（1992工博、元大阪工業大学教授）
- 三船忠志（1992工博、元大阪工業大学教授）
- 吉村英祐（1992工博、大阪工業大学教授、日本建築学会2021常任理事）
- 辻田勝吉（1993工修、大阪工業大学教授）
- 木村紀之（1993工博、元大阪工業大学教授、電気学会フェロー）
- 山内知也（1993工博、神戸大教授）
- 大里延康（1994工博、元大阪工業大学教授）
- 重弘裕二（1994工博、大阪工業大学教授）
- 近江雅人（1995工博、大阪大教授）
- 塚本勝俊（1995工博、大阪工業大学教授）
- 原田博司（1995工博、京都大教授）
- 奥宏史（1996工修、大阪工業大学教授）
- 中野貴由（1996工博、大阪大学栄誉教授、大阪府立大学客員教授）
- 上辻靖智（1997工博、大阪工業大学教授）
- 宇戸禎仁（1997工博、大阪工業大学教授）
- 藤井彰彦（1997工博、大阪工業大学教授）
- 宮本俊幸（1997工博、大阪工業大学教授）
- 田中晃代（1999工博、近畿大学教授）
- 神村共住（2000工博、大阪工業大学教授）
- 大場みち子（2001工博、公立はこだて未来大学教授）
- 金城良守（2002工博、大阪工業大学准教授）
- 熊本和夫（2002工博、大阪工業大学教授）
- 鎌倉良成（2004工博、大阪工業大学教授）
- 藤岡慎介（2005工博、大阪大教授）
- 吉野彰（2005工博、名城大学教授、2019年ノーベル化学賞）
- 田熊隆史（2007工博、大阪工業大学教授）
- 竹川佳成（2007工博、神戸大学助教）
- 奥野弘嗣（2008工博、大阪工業大学准教授）
- 安國良平（2009工博、大阪工業大学准教授）
- 伊與田宗慶（2014工博、大阪工業大学准教授）
- 家本修（工博、大阪経済大学教授）
- 宇都宮裕（工博、大阪大教授）
- 卜部格（工博、元大阪大名誉教授、研究費不正使用で名誉教授取り消し）
- 冨田佳宏（工博、神戸大学名誉教授、福井工業大学教授）
- 楢崎正也（工、大阪大学名誉教授、元日本マンション学会会長）
- 新原晧一（工修、大阪大学名誉教授、長岡技術科学大学第7代学長、大光銀行顧問）
- 濱川圭弘（工修、大阪大学名誉教授、元学校法人立命館副総長、文化功労者、紫綬褒章）

#### 農学
- 松中昭一（工博、神戸大学名誉教授、紫綬褒章、日本農学賞）

### 文化、技術
- 江尻正員（1967工博、エンジニア、元日本ロボット学会会長、エンゲルバーガー賞）
- 東孝光（1957工、建築家、大阪大学名誉教授）
- 池上俊郎（1974工、建築家、京都市立芸術大学教授、国際デザイン賞）
- 松尾佑一（工博、小説家、野性時代フロンティア文学賞）
- 宮田珠己（工、エッセイスト、酒飲み書店員大賞）
- 寺門孝之（1979工、イラストレーター、神戸芸術工科大学教授）
- 西岡茂樹（1979工、合唱指揮者、奈良産業大学教授、大阪府合唱連盟副理事長）
- 真鍋賢行（工、ゲームクリエイター、エコールソフトウェア代表取締役）

### その他
- 太田薫（1935工、日本労働組合総評議会5代目議長、春闘生みの親）
- 長谷川慶太郎（1953工、経済評論家、元産業新聞社記者）
- 桂紋四郎（2010工、落語家）
- 御秒奈々（工、タレント、モデル）
- 粟根まこと（工中退、俳優）
- 黒川敦彦　(工、つばさの党代表)